# Svensktoppen 1973
Svensktoppen 1973 är en sammanställning av de femton mest populära melodierna på Svensktoppen under 1973.
Populärast var Omkring tiggar'n från Luossa av Hootenanny Singers. Melodin fick sammanlagt 1214 poäng under 46 veckor, och slog den 26 augusti 1973 det gamla rekordet på 39 veckor satt av Per Myrbergs Trettifyran ("This Ole House") den 27 mars 1965. Totalt kom Hootenanny Singers melodi att ligga på listan under 52 veckor.
Populärast från årets melodifestival var tredjeplacerade Ring ring (bara du slog en signal) av Abba, som totalt fick 813 poäng under 17 veckor.
Populäraste artisterna var Hootenanny Singers och Lars Berghagen, som fick med två melodier var på årssammanfattningen.

## Årets Svensktoppsmelodier 1973
| Nr | Artist                   | Titel                               | Poäng | Antal veckor |
| -- | ------------------------ | ----------------------------------- | ----- | ------------ |
| 1  | Hootenanny Singers       | Omkring tiggar'n från Luossa        | 1214  | 46           |
| 2  | Yngve Forssélls orkester | Så gick det till när farfar var ung | 890   | 22           |
| 3  | Abba                     | Ring ring (bara du slog en signal)  | 813   | 17           |
| 4  | Lars Berghagen           | Du som vandrar genom livet          | 723   | 25           |
| 5  | Inger Öst                | Rör vid mej                         | 685   | 19           |
| 6  | Lars Berghagen           | Ding-dong                           | 651   | 17           |
| 7  | Schytts                  | Aj, aj, aj                          | 506   | 14           |
| 8  | Ann-Louise Hanson        | Våran egen sång                     | 501   | 17           |
| 9  | Stein Ingebrigtsen       | Bara du                             | 444   | 18           |
| 10 | Lill Lindfors            | Sången han sjöng var min egen       | 436   | 15           |
| 11 | Anna-Lena Löfgren        | Kom morgon                          | 419   | 16           |
| 12 | Flamingokvintetten       | Kärleksbrev i sanden                | 417   | 16           |
| 13 | Sylvia Vrethammar        | Eviva España                        | 376   | 11           |
| 14 | Hootenanny Singers       | Per Ols Per Erik                    | 362   | 12           |
| 15 | Lalla Hansson            | Dagny                               | 316   | 11           |